# Julia (matka Marca Antonia)
Julia (104 př. n. l. Řím – po roce 39 př. n. l.) byla dcerou římského konzula Lucia Julia Caesara a matkou triumvira a generála Marca Antonia.

## Život

### Mládí
Byla dcerou Lucia Julia Caesara, konzula z roku 90 př. n. l. a Fulvie. Ona a její bratr Lucius Julius Caesar, který byl konzulem v roce 64 př. n. l. se narodili a vyrostli v Římě. Ze třetího kolene byla sestřenicí Julia Caesara (jejich praprarodiče Gaius a Sextus Julius Caesar byli sourozenci).

### Manželství
Provdala se za Marca Antonia Cretica, muže ze senátorské rodiny. Jejich synové byli triumvir Marcus Antonius, Gaius Antonius a Lucius Antonius. Kvůli jejich příbuznosti byl Gaius Julius Caesar nucen podporovat politickou kariéru jejích synů, navzdory své nechuti k jejich otci a obecně nízkému mínění o jejich schopnostech. Poté, co její první manžel v roce 74 př. n. l. zemřel, se provdala za Publia Cornelia Lentula Suru, politika, který se v roce 63 př. n. l. podílel na Katilinově spiknutí a byl popraven na Cicerův rozkaz.
Plútarchos ji popisuje jako jednu z „nejvznešenějších a nejobdivuhodnějších žen své doby“.

### Pozdější život
Během perusinské války (současná Perugia) konající se mezi lety 41–40 př. n. l., Julia opustila Řím, ačkoli s ní Octavius (budoucí římský císař Augustus) zacházel laskavě. Sextu Pompeiovi nikdy nevěřila. Když byl na Sicílii, poslala Julie do Řecka pro Antonia význačný doprovod a konvoj triér. Po usmíření triumvirů se v roce 39 př. n. l. vrátila s Antoniem do Itálie a byla pravděpodobně přítomna setkání se Sextem Pompeiem v Misenu.